# Быков, Владимир Иванович (Герой Советского Союза)
Владимир Иванович Быков (1920, с. Бочаровка, Курская губерния — 31 января 1945, южнее г. Сцинава, Польша) — майор Рабоче-крестьянской Красной Армии, участник Великой Отечественной войны, Герой Советского Союза (1945).

## Биография
Владимир Быков родился в 1920 году в селе Бочаровка (ныне — в Старооскольском городском округе Белгородской области) в крестьянской семье. В 1938 году окончил Старооскольское педагогическое училище, после чего был призван на службу в Рабоче-крестьянскую Красную Армию. В 1940 году окончил артиллерийское училище. В 1941 году вступил в ВКП(б); с июля того же года — на фронтах Великой Отечественной войны. К январю 1945 года майор Владимир Быков был заместителем командира 493-го истребительно-противотанкового артиллерийского полка 13-й армии 1-го Украинского фронта. Отличился во время освобождения Польши.
29 января 1945 года Быков во главе трёх полковых батарей совместно с передовыми подразделениями армии переправился через Одер в районе населённого пункта Тарксдорф (ныне Тархалице) в 6 километрах к югу от польского города Сцинава и выдвинул их орудия на прямую наводку. К исходу первого дня боёв батареями под руководством Быкова было уничтожено 10 танков, 4 бронетранспортёра, 12 автомашин и несколько десятков вражеских солдат и офицеров. 30 января Быков получил два тяжёлых ранения, но поля боя не покинул, продолжая управлять батареями. 31 января Быков погиб в бою. Похоронен на месте боёв.
Указом Президиума Верховного Совета СССР от 10 апреля 1945 года майор Владимир Быков посмертно был удостоен высокого звания Героя Советского Союза. Также был награждён орденами Ленина, Красного Знамени, Александра Невского, Отечественной войны 1-й и 2-й степеней. В честь Быкова названа улица в Старом Осколе.